# Cherry Crush
Cherry Crush é um filme estadunidense do gênero drama produzido em 2007, estrelado por Jonathan Tucker e Nikki Reed.

## Elenco
- Nikki Reed — Shay Bettencourt
- Jonathan Tucker — Jordan Wells
- Julie Gonzalo — Desiree Thomas
- Michael O'Keefe — Detetive Griffin
- Haviland Morris — Julia Wells
- Dennis Boutsikaris — Ben Wells
- Frank Whaley — Wade Chandling